# Lycostomus kraatzi
Lycostomus kraatzi là một loài bọ cánh cứng trong họ Lycidae. Loài này được Bourgeois miêu tả khoa học năm 1882.